# Готтвальд, Феликс
Фе́ликс Го́ттвальд (нем. Felix Gottwald; род. 13 января 1976, Целль-ам-Зе, Зальцбург) — австрийский двоеборец, трёхкратный олимпийский чемпион, трёхкратный чемпион мира, обладатель Кубка мира. Делит с немцем Эриком Френцелем рекорд по наибольшему числу олимпийских наград за карьеру в истории лыжного двоеборья (по 7).

## Спортивная биография

### Зимние Олимпийские игры

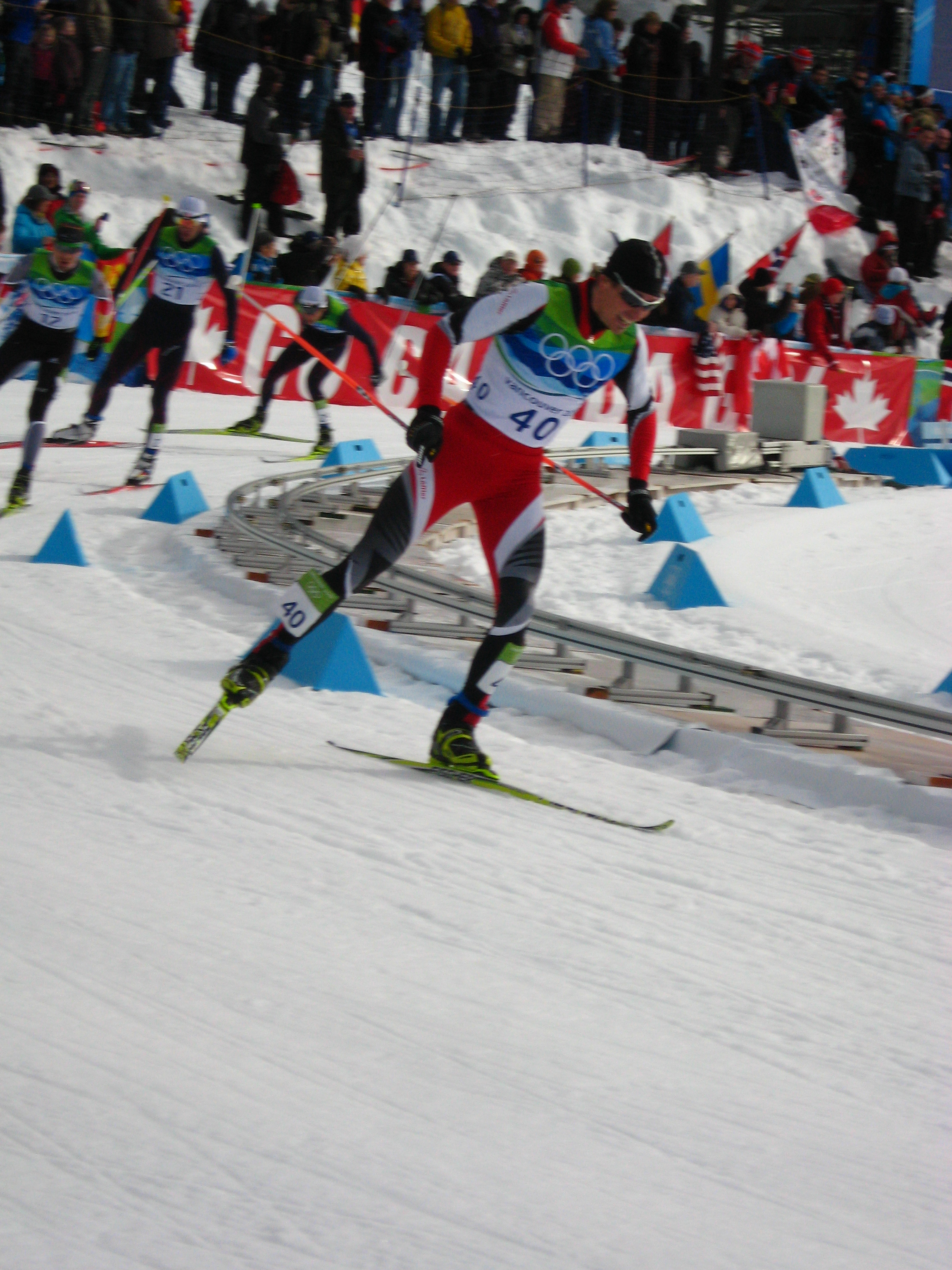
Феликс на Олимпийских играх 2010 года

Феликс дебютировал на Олимпийских играх в 1994 году в Лиллехаммере в 18-летнем возрасте. Свои первые олимпийские награды Готтвальд выиграл в 2002 году в Солт-Лейк-Сити, причём Готтвальд поднялся на пьедестал во всех трёх видах программы лыжного двоеборья — и в спринте на 7,5 км, и в индивидуальной гонке на 15 км, и в эстафете 4х5 км Феликс выиграл бронзу.
Подлинный триумф ждал австрийца через 4 года в Турине — 30-летний Готтвальд стал двукратным олимпийским чемпионом в спринте и в эстафете, а в индивидуальной гонке выиграл серебро, уступив только немцу Георгу Хеттиху. Таким образом, на двух Олимпиадах подряд Феликс не оставался без награды ни на одной из дистанций.
На Олимпийских играх 2010 года в Ванкувере Готтвальд выиграл золото в эстафете в составе сборной Австрии. Прыжок Феликс выполнил неудачно, показав худший результат среди всех участников трёх лидирующих команд (Финляндия, США, Австрия), но в гонке выступил успешно на своём третьем этапе и помог австрийцам победить. В двух личных дисциплинах Готтвальд на попал в 10-ку лучших. Игры в Ванкувере стали пятыми и последними в карьере Готтвальда.

### Чемпионаты мира
На чемпионатах мира свою первую награду Готтвальд выиграл в 1997 году в Тронхейме — бронзу в эстафете. В 2001 году в Лахти Готтвальд выиграл 2 награды — серебро в эстафете и бронзу в индивидуальной гонке. В 2003 году в итальянском Валь-ди-Фьемме Феликс наконец стал чемпионом мира — он выиграл золото в эстафете. К этому золоту он добавил серебро в индивидуальной гонке и бронзу в спринте. В 2005 году в Оберстдорфе Готтвальд добавил к своей коллекции наград ещё 2 бронзы (в индивидуальной гонке и эстафете). Всего за 14 лет (1997—2011) на чемпионатах мира и Олимпиадах Готтвальд выиграл 18 наград — 6 золотых, 3 серебряных и 9 бронзовых. 9 из этих 18 наград было завоёвано в личных гонках.

### Кубок мира

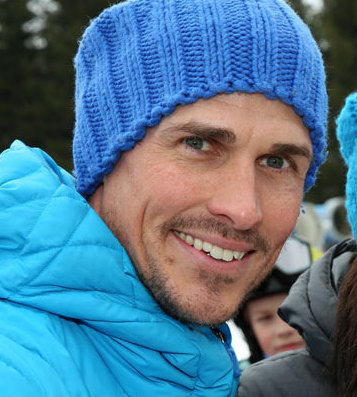
2015 год

В Кубке мира Готтвальд дебютировал 23 января 1993 года в возрасте 17 лет. В сезоне 1997/98 Феликс занял третье место в общем зачёте Кубка мира. Свой первый этап выиграл 2 декабря 2000 года в финском Куопио в спринте, на следующий день он победил и в индивидуальной гонке. В том сезоне 2000/01 Готтвальд выиграл ещё 4 этапа, а вместе с ними и общий зачёт Кубка мира. Следующие 2 сезона австриец завершал вторым в общем зачёте вслед за немцем Ронни Аккерманом. В сезоне 2004/05 Готтвальд занял третье место в Кубке мира. За всю историю Кубка мира с 1983 года кроме Готтвальда лишь ещё один австриец сумел выиграть общий зачёт Кубка мира — Клаус Зульценбахер в 1987/1988 и 1989/1990. Всего за карьеру Готтвальд одержал 23 победы на этапах Кубка мира. По количеству побед на этапах Готтвальд занимает первое место среди всех австрийцев в истории Кубка мира и входит в 10-ку среди всех двоеборцев.

### Уход и возвращение в большой спорт
После сезона 2006/07 Готтвальд объявил о завершении карьеры. В мае 2009 года 33-летний Готтвальд сообщил о намерении вернуться в большой спорт с тем, чтобы принять участие в Олимпиаде-2010 в Ванкувере. По словам самого Готтвальда идея вернуться в спорт возникла у него «случайно». До возвращения Феликс успел поработать комментатором на одном из австрийских телеканалов. В Ванкувере Феликс выиграл золото в составе эстафетной сборной Австрии. После Олимпийских игр он не завершил карьеру и в 2011 году на чемпионате мира в Осло в 35-летнем возрасте завоевал 3 награды: 2 золота в эстафетных гонках и бронзу в одной из личных гонок.

### Награды и достижения
- 2003 — Хольменколленская медаль (вместе с Ронни Аккерманом)